# Алі Аамада
Алі Аамада (фр. Ali Ahamada, нар. 19 серпня 1991, Мартіг) — коморський та французький футболіст, воротар збірної Коморських Островів, який є вільним агентом.
Виступав за клуби «Тулуза» та «Кайсеріспор», а також молодіжну збірну Франції.

## Клубна кар'єра
Вихованець футбольного клубу «Тулуза». Дебютував у команді 20 лютого 2011 року в матчі 24-го туру чемпіонату Франції проти «Ренна», замінивши за кілька хвилин до кінця зустрічі Марка Відаля. У матчі 27-го туру чемпіонату проти «Ланса» Аамада вийшов на поле в стартовому складі (оскільки основний воротар команди Матьє Вальверд у попередній грі був вилучений з поля) і зіграв свій перший матч «на нуль» у Лізі 1. Після поразки «Тулузи» від «Осера» у 31-му турі Аамада остаточно зайняв місце у воротах команди і до кінця чемпіонату в 7 матчах пропустив лише 1 гол.
У сезоні 2011/12 Алі Аамада зіграв за «Тулузу» всі 38 матчів чемпіонату і єдину для команди гру в кубку Франції, поступившись місцем у воротах Ремі Ріу лише в матчі кубка ліги проти «Ніцци».
Сезон 2012/13 Аамада також проводив як основний воротар «Тулузи». Другий воротар команди Олів'є Блондель зіграв за сезон лише кілька матчів, а Марк Відаль не зіграв жодного. 22 вересня 2012 року на 5-й доданій хвилині зустрічі з «Ренном» Алі Аамада підключився до розіграшу штрафного і ударом головою забив гол у ворота суперника, чим врятував «Тулузу» від поразки у матчі.
У січні 2016 року Аамада перейшов у турецький клуб «Кайсеріспор», з яким уклав контракт на два з половиною роки. Однак з приходом тренера Маріуса Шумудіце Аамада не потрапив навіть до заявки на сезон, і в січні 2018 залишив клуб, ставши вільним агентом.

## Виступи за збірну
З 2011 року залучався до складу молодіжної збірної Франції. На молодіжному рівні зіграв у 12 офіційних матчах, в тому числі 10 — у відбірковому турнірі до чемпіонату Європи 2013 року.
У 2016 році Аамада вирішив виступати за збірну Коморських Островів, збірну своєї історичної батьківщини. Його дебют відбувся 24 березня 2016 року в матчі зі збірною Ботсвани (1:0).